# Dinosaur Comics
Pour les articles homonymes, voir Dinosaur.
Dinosaur Comics est une bande dessinée en ligne humoristique réalisée par le Canadien Ryan North et publiée depuis le 1er février 2003. Elle est également connue sous le nom de « qwantz » en raison du nom du site, qwantz.com. Les épisodes sont généralement publiés chaque jour ouvré.

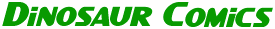
Logo de Dinosaur Comics

Cette bande dessinée a la particularité de présenter invariablement la même scène ; seuls les dialogues changent d'un épisode à l'autre. Cette technique rappelle la bande dessinée The Angriest Dog in the World de David Lynch, auquel Dinosaur Comics a déjà fait référence.